# イージェーワークス
株式会社イージェーワークスは、ピーシーデポコーポレーションの完全子会社。
基幹事業としてインターネット接続サービス関連事業、Webインテグレーション関連事業、システム開発・運用関連事業及びネットワークサービス関連事業、成長事業としてAI及びブロックチェーン関連事業及びプロモーション（4K・VR）関連事業を営んでいる。

## 歴史
- 2000年
  - 4月 - PCデポコーポレーションの戦略子会社としてイージェーワークス・ドットコム株式会社を設立。インターネットプロバイダ「ejnet」を開始。 PCデポの店頭にて即時アカウントの発行と店頭インターネット環境設定のサービスを武器に会員獲得を行う。
  - 12月 - ejnetの会員数が4万人を突破。 ファミリー層、初心者層をターゲットにダイヤルアップユーザーが急増。
- 2001年10月 - 法人向けホームページ制作、運用を柱としたWebインテグレーション事業を開始。Web動画配信ソリューション「ActiMotion」を自社開発し商品化。販売スタート。ejnetにてADSLおよびFTTHのブロードバンドサービス提供開始。
- 2002年7月 - ブロードバンド対応動画配信機能付きスクリーンセーバー「MotionSaver」を自社開発。 Webインテグレーション分野において大手顧客の獲得が始まる
- 2003年
  - 3月 - ISP事業においてIP電話サービスを開始。
  - 4月 - 事業拡大に伴い、社名を株式会社イージェーワークスに変更。
  - 7月 - プロバイダ「e!コレ・インターネット（現・ejnet）」の営業権を、OMCカードの子会社より譲受。
- 2004年
  - 3月 -  インタードットネットから「リムネット」の営業を譲受。
  - 6月 - インターネット上のWeb動画コンテンツにおける著作権保護を目的とする自社開発Webソリューション「MotionLock」の販売を開始。
  - 11月 - Flashを利用したカタログ・チラシソリューション「ADViewer」の提供開始。
- 2005年
  - 4月 - ビーイングから「アレスネット」の営業を譲受。
  - 12月 - 四国インターネットから「四国インターネット」の営業を譲受。
- 2006年4月 - 東芝情報システムから「infoPepper」の営業を譲受。
- 2007年
  - 5月 - 富士ソフトから「The FSI Network」の営業を譲受。
  - 10月 - まねきねこから「まねきねこインターネットプロバイダー」の営業を譲り受ける。
- 2008年
  - 6月 - 関西ブロードバンドから「h555.net」、「awaji-BB」、「京都アイネット」、「アイネットコミュニケーションズ」、「SANYNET」の営業を譲受。
  - 8月 - あなたと作る打ち上げ花火プロジェクト！バーチャル花火大会「Firework.jp」をリリース。
  - 10月 - 株式会社AIカンパニーから「Momoたろうインターネットクラブ」「牛若丸インターネットサービス」の営業を譲受。株式会社大和生研から「117.net」の営業を譲受。
- 2010年
  - 5月 - 「コンテンツ配信システム及びコンテンツ再生装置（MotionLock）」特許取得。
  - 6月 - 商業施設のWebサイトに特化したCMS「FRESH-one」提供開始。
  - 10月 - 飲食業界向け予約台帳「Smart Booking」提供開始。
- 2011年12月 - 屋内での位置情報連動マーケティングサービス「Smart Infospot」提供開始。
- 2015年
  - 2月 - NTT光コラボレーションモデル「ejひかり」提供開始。
  - 6月 - 訪日外国人向けプリペイドSIMカード「横濱SIM」提供開始。
- 2016年3月 - 大容量4TBのオンラインストレージサービス「ULTRA DRIVE」提供開始。子供をインターネットの危険から守るためのiPhone、iPad向けキーボードアプリ「ポジパッド」提供開始。
- 2017年4月 - 公益財団法人湘南産業振興財団から「CITYFUJISAWA」の営業を譲受。
- 2018年
  - 5月 - 横浜エリア産学共同開発で、AIキャラクター立体サイネージ「インフォロイド」のサービス提供を開始。RPAテクノロジーズ株式会社とRPAツール「Blue Prism」のサブリセラー契約を締結。
  - 7月 - EH情報システム株式会社から「エムネットインターネットサービス（Mnet）｣の営業を譲受。
- 2019年
  - 6月 - NTT東日本からOEM提供を受け、OCRサービス「リレク with AI inside 」を販売開始。
  - 8月 - AIキャラクター立体サイネージ「インフォロイド」の正式サービスを提供開始。新キャラクター「デアイ マキナ」登場。
- 2020年1月 - 株式会社ティーズオフィスからWebサイト制作事業を譲受。
- 2021年
  - 4月 - 横浜市SDGs認証制度「Y-SDGs」の認証事業者に決定。4K及び3DによるバーチャルVR事業開始。
  - 7月 - ブロックチェーン・NFT事業を開始。
- 2022年
  - 2月 - 神奈川県横浜市港北区新横浜のアリーナタワーから同市西区高島の横濱ゲートタワーに本社を移転。
  - 5月 -「2022 SHONAN NFTアートコンテスト」開催。
  - 6月 - 絵本のNFT化による新たな児童書文化の創出と出版の裾野を広げる取組を開始。「B/ue× サンジン×Hawool」のNFT限定楽曲をリリース。
- 2023年
  - 1月 -「海の豊かさを守ろうプロジェクト」を開始。
  - 3月 -「新しい情報発信で“人と人を繋ぐ” 」共同プロジェクトを開始。株式会社Twelveから個人向けインターネット関連サービス「Drive」の営業を譲受。
  - 4月 -「SHONAN NFT」でNFT化された受賞5作品が、神奈川県藤沢市ふるさと納税の返礼品に選出。
- 2024年
  - 3月 - 地域創生を目的にNFTを活用したユーザー参加型アートコンテスト及びふるさと納税連携でのビジネスモデルの特許を出願。
  - 4月 - SDGsの目標達成に向けた取組として、障がい者が活躍する地域社会創造を目指し、分散入力システム「ANTONE」を導入。